# Trevor Wye
Trevor Wye (født 6. juni 1935) er en professional fløjtenist, fløjteinstruktør og forfatter til flere bøger omhandlende tekniske aspekter inden for fløjtespil.
Trevor Wye begyndte at spille tværfløjte som 14-årig. I modsætning til mange andre kendte fløjtenister har Wye ikke gået på et musikkonservatorium eller et universitet for at studere fløjtespil, men han har senere fået undervisning hos Marcel Moyse, som Wye nævner havde stor indflydelse på hans spille-, undervisnings- og forfatterkarriere. Wye har også studeret under Geoffrey Gilbert. Han er desuden blevet påvirket af den britiske sanger Alfred Deller og fløjtenist William Bennett.
Wye var freelanceorkester- og kammermusiker i London i mange år og har indspillet flere soloplader. Han var professor ved Guildhall School of Music, London i fjorten år og ved Royal Northern College of Music, Manchester i toogtyve år. Sidstnævnte skole tildelte ham en æresgrad i 1990.
Hans måske mest velkendte udgivne værker er det seks bind store Practice Books for the Flute, som fokuserer på tone, teknik, artikulation, intonation og vibrato, vejrtrækning og skalaer samt avanceret udførelse. Han har også publiceret en serie kaldet A Beginner’s Book for the Flute, en piccoloøvelsesbog og flere arrangementer for fløjte og klaver. Hans biografi om Marcel Moyse er blevet publiseret på flere sprog, og et projekt om en fløjteencyklopædi er under udarbejdelse. Et andet projekt under udarbejdelse er en kort biografi om fløjtemageren Albert Cooper.